# كابيرلا
كابيرلا هي قرية في أبرشية كوسالو، مقاطعة هاريو في شمال إستونيا.
إحداثيات: 59°28′N 25°16′E / 59.467°N 25.267°E